# ویپا
ویپا (انگلیسی: Weipa, Queensland) ساحل شرقی شبه‌جزیره کیپ یورک در شمال ایالت کوئینزلنددر کشور استرالیا است.